# كريس فوستر
كريس فوستر (بالإنجليزية: Chris Foster)‏ هو موسيقي بريطاني، ولد في 1948.

## وصلات خارجية
- كريس فوستر على موقع IMDb (الإنجليزية)
- كريس فوستر على موقع ميوزك برينز (الإنجليزية)
- كريس فوستر على موقع ديسكوغز (الإنجليزية)